# Lise Baastrup
Lise Baastrup Nielsen, née le 20 mars 1984 à Silkeborg, est une actrice danoise.

## Biographie
Lise Baastrup Nielsen est diplômée de l'école de théâtre du Aarhus Teater en 2010. 
Après avoir jouée à l'Aarhus Teater et au Grønnegårds Teatret (da) à Copenhague, elle devient actrice permanente au Théâtre d'Aalborg. 
Elle obtient son premier grand rôle à la télévision dans la série Rita. Son personnageHjørdis dans cette série est devenu si populaire qu'une série dérivée a été créée pour ce personnage.
Elle est également apparue dans les émissions suivants : Klipfiskerne (da), Rundt på løvet, Hvem vil være millionær? (da), Krejlerkongen (da)et Stormester sur TV2. 
Lise Baastrup a joué dans la Cirkusrevyen (da) en 2016, 2017 et 2019. Durant l'édition 2016, son interprétation du monologue Single sommermad écrit par Vase & Fuglsang (da) est apparu comme l'élément le plus drôle de la soirée et reçoit pour cela  le Prix du Talent de l'Année de RevyDanmark.

## Vie privée
Elle est en couple avec Jacob Dahl, le fils de Lisbet Dahl (da). Le couple a eu une fille en 2019.

## Filmographie

### Télévision
- 2012 : Rita : Hjørdis, enseignante (saisons 1-4) puis directrice (saisons 4-5)
- 2015 : Hjørdis : rôle principal
- 2022 : L'orchestre :Gertrud, directrice